# Ana Brenda Contreras
Ana Brenda Contreras (McAllen, Teksas, 24. prosinca, 1986.) je američka glumica i pjevačica.

## Filmografija
- La que no podía amar kao Ana Paula Carmona Flores (2011.-2012.)
- Teresa kao Aurora Alcázar (2010.)
- Magična privlačnost kao Maura Albarrán (2009.)
- Cabeza de buda kao Invitada 2 (2009.)
- Mujeres asesinas kao Marcela Garrido (2009.)
- Zauvijek zaljubljeni kao Violeta Madrigal (2008. – 2009.)
- Divina confusión kao Bibi (2008.)
- Dvoboj strasti kao Sonia (2006.)
- Otro rollo con: Adal Ramones kao Ana Brenda Contreras (2006.)
- Barrera de amor kao Juana 'Juanita' Sánchez (2005.)

## Nagrade

### Nagrade Diosas de plata
| Godina | Kategorija            | Film             | Rezultat   |
| ------ | --------------------- | ---------------- | ---------- |
| 2009.  | Najbolja ženska uloga | Divina confusión | Pobjednica |